# Jules de Goncourt
Jules Huot de Goncourt (París, 17 de diciembre de 1830 - 20 de junio de 1870) fue un literato francés.
Su familia era originaria de Goncourt en Haute-Marne. Su padre, antiguo oficial de Napoleón, era rentista. Estudió en el liceo Condorcet.
Es hermano de Edmond de Goncourt, con quien colaboró en parte de su obra.  En memoria de Jules Huot, su hermano ideó el Premio Goncourt, otorgado por la Academia Goncourt.

## Obras
Junto a Edmond de Goncourt
- Sœur Philomène (1861)
- Renée Mauperin (1864)
- Germinie Lacerteux (1865)
- Manette Salomon (1867)
- Madame Gervaisais (1869)

A esta lista, hay que añadir el Diario ("Journal"), escrito primero por Jules y Edmond, y luego, a la muerte de Jules, por Edmond en solitario. El Diario de los Goncourt se publicó en varios volúmenes, los primeros aún en vida de los autores, y los últimos con posterioridad a la muerte de Edmond.
- Datos: Q1234248
- Multimedia: Jules de Goncourt / Q1234248
- Textos: Autor:Jules de Goncourt